# Дарасунское городское поселение
Городско́е поселе́ние «Дарасунское» — муниципальное образование в Карымском районе Забайкальского края Российской Федерации.
Административный центр — пгт Дарасун.

## История
Статус и границы городского поселения установлены Законом Читинской области от 19 мая 2004 года «Об установлении границ, наименований вновь образованных муниципальных образований и наделении их статусом сельского, городского поселения в Читинской области».

## Население
| 2009  | 2010  | 2011  | 2012  | 2013  | 2014  | 2015  |
| ----- | ----- | ----- | ----- | ----- | ----- | ----- |
| 7316  | ↗7325 | ↘7289 | ↘7219 | ↘7120 | ↘7059 | ↘6976 |
| 2016  | 2017  | 2018  | 2019  | 2020  | 2021  |       |
| ↗6977 | ↘6896 | ↘6821 | ↘6713 | ↘6595 | ↘6352 |       |

## Состав городского поселения
| № | Населённый пункт | Тип населённого пункта      | Население |
| - | ---------------- | --------------------------- | --------- |
| 1 | Дарасун          | пгт, административный центр | ↘6352     |